# Tombos

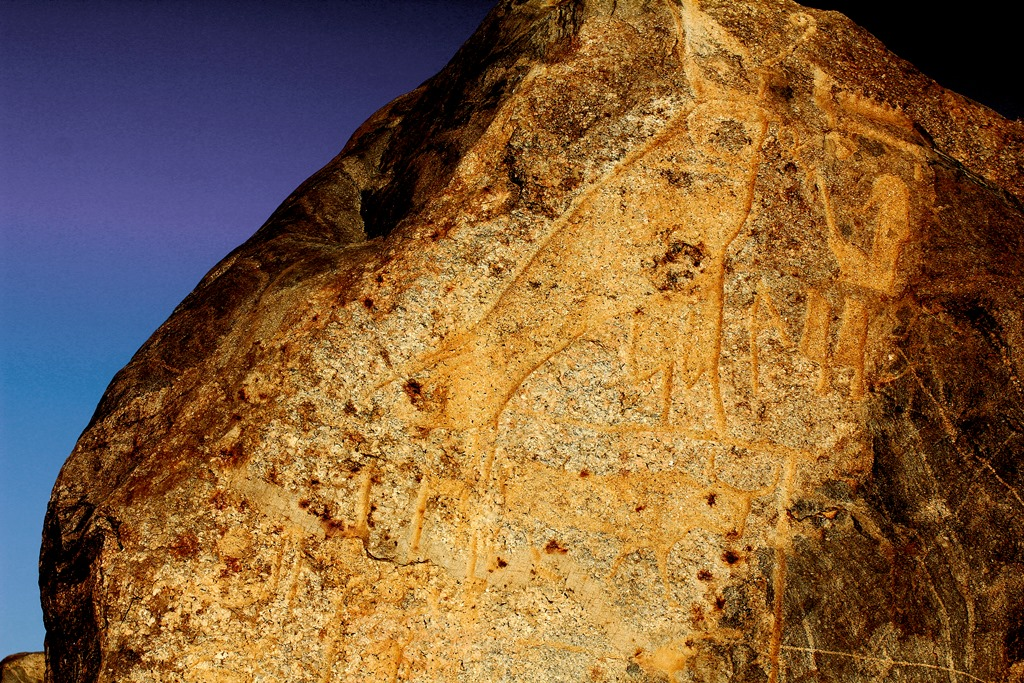
Grabados de Horus y Maat

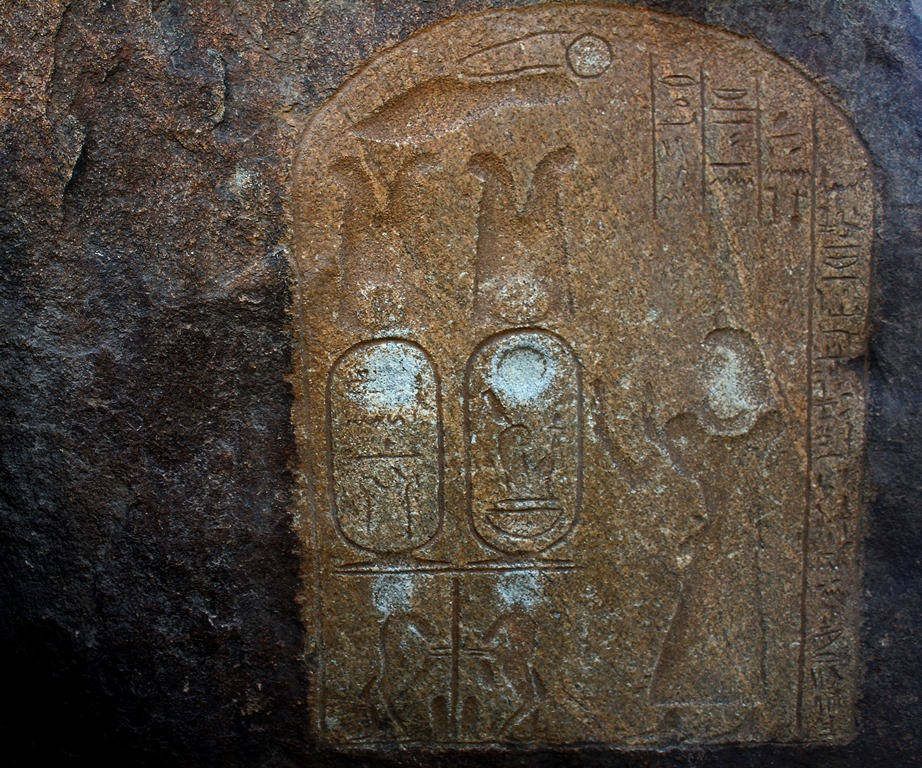
Estela de Merimose adorando un Cartucho egipcio of Amenofis III

Tombos es el nombre de una aldea con un sitio arqueológico situados a la orilla este del Nilo y de una isla en el norte de Sudán. Tanto la aldea como la isla están situadas en la tercera catarata del Nilo a 20 km al norte de Kerma.
En Tombos se han encontrado una gran variedad de inscripciones faraónicas talladas en la roca durante Dinastía XVIII de Egipto.
Cerca del pueblo de Tombos se encuentra una importante cantera de granito negro de la época faraónica. Se utilizó la piedra principalmente para construir estatuas y edificios entre el delta del Nilo y las regiones meridionales del reino. En la cantera permanece una enorme estatua abandonada de un faraón de la Dinastía XXV de Egipto.
En 1991, un equipo de la Universidad de Jartum excavó un importante cementerio egipcio del Imperio Nuevo de Egipto. En el año 2000, un equipo de la Universidad de California en Santa Bárbara encontró una pirámide de más de 3.500 años de antigüedad y los restos enterrados de un administrador colonial egipcio llamado Siamun y de su madre, Weren. Las dos momias intactas fueron enterradas con figuras Ushebti, un bumerán y terracota micénica pintada.